# Ján Šipeky
Ján Šipeky (* 2. Januar 1973 in Levice) ist ein ehemaliger slowakischer Radrennfahrer.
Ján Šipeky begann seine Karriere 2001 beim italienischen Radsport-Team De Nardi-Pasta Montegrappa, wo er zwei Jahre lang fuhr. 2003 belegte er in der Gesamtwertung der Tour of South China Sea den achten Rang, im darauf folgenden Jahr wurde er Zehnter. Von 2004 bis 2011 fuhr Šipeky für das slowakische Continental Team Dukla Trencin. Im November 2006 konnte er die zur UCI Africa Tour gehörende Landesrundfahrt Tour du Maroc für sich entscheiden.

## Palmarès
2001
- Slowakischer Meister – Teamzeitfahren

2002
- Slowakischer Meister – Teamzeitfahren

2005
- eine Etappe Ägypten-Rundfahrt

2006
- Gesamtwertung Tour du Maroc

2007
- Sieger Grand Prix of Sharm el-Sheikh

2008
- eine Etappe Tour of Libya

## Teams
- 2001 De Nardi-Pasta Montegrappa
- 2002 De Nardi-Pasta Montegrappa
- 2004 Dukla Trenčín
- 2005 Dukla Trenčín
- 2006 Dukla Trenčín
- 2007 Dukla Trenčín Merida
- 2008 Dukla Trenčín Merida
- 2009 Dukla Trenčín Merida
- 2010 Dukla Trenčín Merida
- 2011 Dukla Trenčín Merida